# Fluggerätelektroniker
Der Fluggerätelektroniker ist in Deutschland ein staatlich anerkannter Ausbildungsberuf nach Berufsbildungsgesetz. Der Vorgängerberuf war der Elektroniker für luftfahrttechnische Systeme.  Die Neuordnung war notwendig um die Anforderungen des Luftfahrt-Bundesamt und der EASA zu erfüllen.

## Ausbildungsdauer und Struktur
Die Ausbildungszeit zum Fluggerätelektroniker beträgt in der Regel dreieinhalb Jahre. Die Ausbildung erfolgt an den Lernorten Betrieb und Berufsschule.
Die Einsatzgebiete sind:
- Flugzeuge mit Turbinentriebwerk
- Flugzeuge mit Kolbentriebwerk
- Hubschrauber mit Turbinentriebwerk
- Hubschrauber mit Kolbentriebwerk

Integraler Bestandteil der Ausbildung ist die Vermittlung des Theorieanteils der EASA CAT A-Lizenz. Weiterhin können die Ausbildungszeiten nach der Abschlussprüfung Teil 1 als praktische Erfahrungszeit anerkannt werden. Die CAT A-Lizenz berechtigt teilweise zur technischen Freigabe von selbst durchgeführten Arbeiten an einem Fluggerät.
Eine Länderübergreifende Fachklasse gibt es derzeit in Hamburg. Der Unterricht in der Länderübergreifende Fachklasse findet im Blockunterricht statt.
Die Abschlussprüfung ist ein zwei Teile aufgeteilt. Der erste Teil findet am Ende des zweiten Ausbildungsjahres statt.
Die Ausbildungen zum Fluggerätelektroniker und Fluggerätmechaniker überschneiden sich. Ein gemeinsamer Berufsschulunterricht ist im ersten Lehrjahr deshalb möglich.

## Weiterbildungsmöglichkeiten
Die  Weiterbildungsmöglichkeiten überschneiden sich im Wesentlichen mit dem Fluggerätmechaniker.

## Geschichte
Der Fluggerätelektroniker war von 1997 bis 2003 ein Ausbildungsberuf, bis er 2003 vom  Elektroniker für luftfahrttechnische Systeme abgelöst wurde. Im Jahr 2013 wurde die Verordnung erneut revidiert und die Berufsbezeichnung änderte sich wieder auf Fluggerätelektroniker.